# Гадяцкий, Александр Васильевич
Александр Васильевич Гадяцкий (22.08.1925, Сумская область — 21.11.2008) — директор Лебединского СПТУ № 34. Герой Социалистического Труда (1978).

## Биография
Родился 22 августа 1925 года в селе Птушка Краснопольского района Сумской области в крестьянской семье. Украинец. В 1940 году окончил 7 классов в селе Лозовое Краснопольского района, в 1941 году — 1-й курс Белопольского педагогического училища.
В годы Великой Отечественной войны работал конюхом, с 1943 года — бригадиром полеводческой бригады, с 1944 года — исполнял обязанности председателя колхоза «Серп и Молот» Краснопольского района.
Экстерном сдал экзамены за среднюю школу и поступил в институт. В 1945—1950 годах учился в Харьковском институте механизации и электрификации сельского хозяйства. В институте был заместителем секретаря комитета комсомола. В 1950—1953 годах работал главным инженером Хильчичской МТС, одновременно руководил курсами трактористов.
В сентябре 1953 года переехал в город Лебедин Сумской области. Стал работать преподавателем тракторного дела в Лебединской школе механизации, которая была создана в октябре 1953 года на базе лесозащитной станции. В ноябре 1954 года был назначен директором Лебединского училища механизации сельского хозяйства, которым руководил до 1986 года.
Несколько небольших помещений, один поломанный трактор и 50 юношей, которые приехали из близлежащих сел, чтобы учиться на тракториста. Так начало свою биографию училище.
А. В. Гадяцкому удалось создать коллектив единомышленников, который поддержал руководителя во многих начинаниях. В 1958 году при училище было создано собственное ученическое хозяйство с производственным полем, животноводческими фермами. Хозяйство помогало ученикам на практике применять полученные знания, задействовать их к сельскохозяйственному труду. Продукция, которую выращивали ученики, шла на их питание, а остатки продавались государству. Средства, которые получали от этого были переданы на строительство помещений профтехучилища.
Для усиления учебной базы при училище была создана учебная группа строителей. Под руководством опытных специалистов молодые строители своими силами начали строить учебные корпуса, клуб, общежитие.
Усиливая материальную базу, директор много работал над усовершенствованием своего педагогического мастерства. Он постоянно следил за развитием педагогической науки, старался внедрять все новое, прогрессивное. Главным его педагогическим принципом стал индивидуальный подход к ребёнку, уважение и доверие к нему, личный пример во всем. Он всегда пытался понять подростков, помочь им в трудные минуты.
На протяжении 32 лет директор вместе с коллективом плодотворно работал над тем, чтобы рядовое учебное заведение стало лучшим мелиоративным училищем страны, на опыте которого учились другие учебные заведения отрасли. Опыт училища экспонировался на Выставке достояний народного хозяйства в Киеве. А. В. Гадяцкий за особые заслуги в деле подготовки и воспитания молодых механизаторских кадров был занесен на Аллею трудовой славы на ВДНХ Украинской ССР.
С 1969 года училище стало базовым училищем треста «Сумыводстрой». Училищу под руководством А. В. Гадяцкого дважды — в 1977 и в 1974 годах было присвоено звание «Лучшее мелиоративное училище страны». Оно было базой проведения разных конкурсов, совещаний, семинаров, научно-практических конференций по вопросам усовершенствования профессионально-технического образования.
По итогам Всесоюзного социалистического соревнования в честь 50-летия создания Союза ССР коллектив училища был награждён Почётной грамотой ЦК Компартии Украины, Президиума Верховного Совета УССР, Совета Министров УССР и Укрпрофсовета.
За это время в училище было приобретено немало техники, активно велось строительство. Были построены два пятиэтажных общежития на 500 мест, 3-этажный учебный корпус, отдельные кабинеты для преподавателей, спортивный и актовый залы, библиотека, столовая, мастерская, гаражи, спортплощадка, трактодром, а ещё 94 квартиры для работников училища. Было оборудовано 40 автоматизированных кабинета и лабораторий, в том числе 15 для общеобразовательного цикла. Для усовершенствования практического опыта ученикам выделено 63 трактора, 23 бульдозера и скрепера, 16 экскаваторов, 25 автомобилей и много другой техники.
Для развития творческих способностей молодежи были организованы десятки кружков технического творчества, художественной самодеятельности, военно-патриотических и спортивных.
Контингент учеников училища составлял 1000 человек. В училище работало 45 преподавателей, 55 мастеров производственного обучения — специалистов с высшим и средним образованием.
В училище была хорошая успеваемость. За этот период в училище было подготовлено 22 тысячи высококвалифицированных специалистов для народного хозяйства: трактористов, комбайнеров, бульдозеристов, экскаваторщиков, водителей, механизаторов-мелиораторов, строителей. Больше 200 воспитанников учебного заведения тех лет за самоотверженный труд были награждены орденами и медалями.
Указом Президиума Верховного Совета СССР от 27 июня 1978 года за большие заслуги в деле обучения и коммунистического воспитания учеников директору Лебединского СПТУ № 34 Гадяцкому Александру Васильевичу присвоено звание Героя Социалистического Труда с вручением ордена Ленина и золотой медали «Серп и Молот».
Был членом опекунского Совета местного детского дома, председателем первичной организации общества «Знание». Избирался депутатом Лебединского районного совета четырёх созывов и Лебединского городского совета 13 созывов. 20 лет был членом исполнительного комитета Лебединского городского совета.
Жил в городе Лебедин. Умер 21 ноября 2008 года. Похоронен на Троицком кладбище в Лебедине.
Награждён орденами Ленина, «Знак Почёта», медалями, в том числе медалью «За трудовую доблесть».
Заслуженный работник профессионально-технического образования Украинской ССР. Научный корреспондент отдела профессионально-технического образования Научно-исследовательского института педагогики Украинской ССР.
Почётный гражданин города Лебедин.